# Val d'Oingt
Val d'Oingt [val dwɛ̃] est une commune nouvelle française située dans le département du Rhône en région Auvergne-Rhône-Alpes. Elle est créée le 1er janvier 2017 de la fusion de trois anciennes communes, Le Bois-d'Oingt, Oingt et Saint-Laurent-d'Oingt.

## Géographie

### Localisation
Le territoire de la commune est limitrophe de ceux de 9 communes :
| Sainte-Paule |                           | Ville-sur-Jarnioux |
| Ternand      | Val d'Oingt               | Theizé             |
| Saint-Vérand | Légny, Le Breuil, Bagnols | Moiré              |

### Climat
Pour des articles plus généraux, voir Climat d'Auvergne-Rhône-Alpes et Climat du Rhône.
En 2010, le climat de la commune est de type climat océanique dégradé des plaines du Centre et du Nord, selon une étude du Centre national de la recherche scientifique s'appuyant sur une série de données couvrant la période 1971-2000. En 2020, Météo-France publie une typologie des climats de la France métropolitaine dans laquelle la commune est exposée à un climat de montagne ou de marges de montagne et est dans la région climatique Nord-est du Massif Central, caractérisée par une pluviométrie annuelle de 800 à 1 200 mm, bien répartie dans l’année.
Pour la période 1971-2000, la température annuelle moyenne est de 11 °C, avec une amplitude thermique annuelle de 17,4 °C. Le cumul annuel moyen de précipitations est de 826 mm, avec 9,4 jours de précipitations en janvier et 6,8 jours en juillet. Pour la période 1991-2020, la température moyenne annuelle observée sur la station météorologique de Météo-France la plus proche, « Le Breuil », sur la commune du Breuil à 3 km à vol d'oiseau, est de 11,6 °C et le cumul annuel moyen de précipitations est de 749,8 mm,. Pour l'avenir, les paramètres climatiques de la commune estimés pour 2050 selon différents scénarios d'émission de gaz à effet de serre sont consultables sur un site dédié publié par Météo-France en novembre 2022.
| Mois                                  | jan.             | fév.           | mars           | avril         | mai             | juin           | jui.           | août           | sep.            | oct.            | nov.             | déc.          | année      |
| ------------------------------------- | ---------------- | -------------- | -------------- | ------------- | --------------- | -------------- | -------------- | -------------- | --------------- | --------------- | ---------------- | ------------- | ---------- |
| Température minimale moyenne (°C)     | −0,7             | −0,5           | 1,8            | 4,4           | 8,3             | 11,8           | 13,6           | 13,2           | 9,7             | 6,8             | 2,8              | 0             | 5,9        |
| Température moyenne (°C)              | 3,2              | 4,2            | 7,8            | 10,8          | 14,8            | 18,6           | 20,7           | 20,4           | 16,3            | 12,2            | 7                | 3,7           | 11,6       |
| Température maximale moyenne (°C)     | 7,1              | 9              | 13,7           | 17,1          | 21,3            | 25,4           | 27,9           | 27,6           | 22,9            | 17,5            | 11,2             | 7,4           | 17,3       |
| Record de froid (°C) date du record   | −21,3 16.01.1985 | −15,2 05.02.12 | −13,1 01.03.05 | −7,5 08.04.03 | −2,7 01.05.1976 | 1,4 05.06.1975 | 4,1 01.07.1972 | 2,7 30.08.1986 | −1,2 29.09.1972 | −7,4 30.10.1997 | −11,1 23.11.1998 | −14 30.12.05  | −21,3 1985 |
| Record de chaleur (°C) date du record | 20,9 10.01.15    | 21,4 23.02.21  | 26,8 24.03.01  | 29 25.04.07   | 33,2 24.05.09   | 37,6 22.06.03  | 40 31.07.20    | 40,2 13.08.03  | 34,2 14.09.20   | 28,8 04.10.11   | 23 03.11.05      | 20,2 08.12.10 | 40,2 2003  |
| Précipitations (mm)                   | 45,6             | 37,1           | 42,4           | 57,9          | 72,4            | 73,3           | 71,1           | 69,6           | 67,7            | 80              | 82,6             | 50,1          | 749,8      |

## Urbanisme

### Typologie
Au 1er janvier 2024, Val d'Oingt est catégorisée bourg rural, selon la nouvelle grille communale de densité à sept niveaux définie par l'Insee en 2022.
Elle appartient à l'unité urbaine de Val d'Oingt, une agglomération intra-départementale regroupant neuf  communes, dont elle est ville-centre,,. Par ailleurs la commune fait partie de l'aire d'attraction de Lyon, dont elle est une commune de la couronne,. Cette aire, qui regroupe 397 communes, est catégorisée dans les aires de 700 000 habitants ou plus (hors Paris),.

## Histoire
La commune nouvelle regroupe les communes d'Oingt, du Bois-d'Oingt et de Saint-Laurent-d'Oingt qui deviennent des communes déléguées, le 1er janvier 2017,. Son chef-lieu se situe au Bois-d'Oingt.
Oingt, Le Bois-d'Oingt et Saint-Laurent-d'Oingt conservent notamment l'état civil et la délivrance d'avis en matière d'urbanisme.

## Politique et administration
| Nom                     | Code Insee | Intercommunalité             | Superficie (km2) | Population (dernière pop. légale) | Densité (hab./km2) |
| ----------------------- | ---------- | ---------------------------- | ---------------- | --------------------------------- | ------------------ |
| Le Bois-d'Oingt (siège) | 69024      | CC Beaujolais Pierres Dorées | 5,13             | 2 387 (2014)                      | 465                |
| Oingt                   | 69146      | CC Beaujolais Pierres Dorées | 3,92             | 661 (2014)                        | 169                |
| Saint-Laurent-d'Oingt   | 69222      | CC Beaujolais Pierres Dorées | 9,05             | 834 (2014)                        | 92                 |

### Liste des maires
| Période         | Période        | Identité       | Étiquette | Qualité                                                                  |
| --------------- | -------------- | -------------- | --------- | ------------------------------------------------------------------------ |
| 12 janvier 2017 | 3 juillet 2020 | Paul Périgeat  | DVD       | Viticulteur retraité Ancien maire de Saint-Laurent-d'Oingt (2008 → 2016) |
| 3 juillet 2020  | En cours       | Pascal Terrier | DVG       | Maire délégué du Bois-d'Oingt                                            |

## Population et société

### Démographie
L'évolution du nombre d'habitants est connue à travers les recensements de la population effectués dans la commune depuis sa création.

En 2022, la commune comptait 4 143 habitants, en évolution de +4,46 % par rapport à 2016 (Rhône : +3,93 %, France hors Mayotte : +2,11 %).
| 2015  | 2020  | 2022  |
| ----- | ----- | ----- |
| 3 951 | 4 157 | 4 143 |

## Économie

### Tourisme
Le territoire de la commune nouvelle est traversé par le Sentier de grande randonnée de pays Tour du Beaujolais des Pierres dorées qui passe à Oingt et au Bois d'Oingt.